# Joe Inoue
Joe Inoue (井上 ジョー Inoue Jō), född 30 augusti 1985 i Los Angeles, Kalifornien, USA, är en japansk-amerikansk sångare och låtskrivare. Hans singel Closer är introt till den fjärde säsongen av Naruto: Shippuuden.
Inoue är japan född och uppvuxen i USA, men har lärt sig själv tala flytande japanska.

## Diskografi

### Album
- IN A WAY (19 september 2007)

1. 1. NOWHERE
  2. Kakusei
  3. Pappappappa
  4. Shinkai
  5. Hummingbird

- ME! ME! ME! (8 april 2009)

1. 1. Closer (Royal version)
  2. Reiji ~TWENTY FOUR~
  3. Maboroshi
  4. Party Night
  5. Into Oblivion
  6. One Man Band
  7. Hitomi ~HE TOLD ME~
  8. Hannah
  9. Gravity
  10. Kuruma
  11. Afterglow
  12. Haru
  13. HELLO! (Album mix)

### Singlar
- HELLO! (16 juli 2008)

1. 1. Hello!
  2. One Man Band
  3. Taisetsu ~Ties the two~

- Closer (17 december 2008)

1. 1. Closer
  2. Gravity
  3. Kangaetakunai ~Can a guy talk all night?~

- Maboroshi (18 februari 2009)

1. 1. Maboroshi
  2. P.J. Anthem
  3. Party Night

- GO (22 juli 2009)

1. 1. GO
  2. WHAT IS YOUR NAME?
  3. Jinkō Eisei